# Phenacoccus asphodeli
Phenacoccus asphodeli är en insektsart som beskrevs av Goux 1942. Phenacoccus asphodeli ingår i släktet Phenacoccus och familjen ullsköldlöss. Inga underarter finns listade i Catalogue of Life.